# Reinhold de Rosen
Noble germano-balte de Livonie, Reinhold von Rosen (1605-1667) a suivi une carrière militaire à l’échelle européenne dans les conflits qui ont opposé de nombreux États du XVIIe siècle entre la Baltique et la France du Nord-Est. De confession luthérienne et germanophone, il servit d’abord  dans l’armée suédoise dans un régiment de cavalerie, puis  il obtint un poste de commandement dans les troupes weimariennes germanophones du duc Bernard de Saxe-Weimar pour terminer sa carrière comme lieutenant-général au service du Royaume de France non seulement pendant la Guerre de Trente Ans, mais aussi pendant les deux années qui ont suivi le traité de Westphalie dans le cadre des opérations militaires conduites par Henri de Turenne. Il est né à Straupė dénommé Groß-Roop en langue allemande, la terre ancestrale de la Famille von Rosen en Livonie. Il ne retournera pas en Livonie pour ses vieux jours car il  décèdera en 1667 dans son château de Dettwiller en Alsace, son dernier domicile après le château de Herrenstein sur les hauteurs de Neuwiller-lès-Saverne. De par son parcours à la fois personnel et militaire, Reinhold von Rosen appartient par conséquent aux volontaires étrangers au service de l'Ancien Régime.

## Origine et famille
- Johann von Rosen († ca. 1386), seigneur de Gross-Roop (en) (en letton : Lielstraupe)
  - Woldemar von Rosen-Gross-Roop, seigneur  de Gross-Roop
    - Otto von Rosen-Gross-Roop, seigneur  de Gross-Roop
      - Hans von Rosen, seigneur de Waidau (en letton : Vainiži), XVe siècle
        - Otto von Rosen († ca 1518), seigneur de Gross-Roop,
          - Dietrich von Rosen (Dirik von Rosen), fondateur branche aînée Lubar-Gresten, seigneur de Lubar, Palzmar et Gresten, marié à Christine von Ungern
            - Otto von Rosen (1582-1638), seigneur de Lubar, Gresten, Ninigal et Ropermünde
              - Reinhold von Rosen, seigneur de Ninigal (en letton : Päri), de Dettwiller et Bollwiller, mariée à Margarete von Eppe (1617-1665)
                - Marie-Sophie von Rosen (1638-1686) , mariée en 1660 à Conrad von Rosen comte de Bollwiller

Reinhold von Rosen est le quatrième enfant d’Otto von Rosen, seigneur de Lubar (Rozes), Gresten (Lejzvejnieki, environs de Rozes, Lettonie), Ninigal (Päri, canton de Pärsti dans le comté de Viljandi en Estonie)  et Ropermünde (Šķelēni au sud de Straupe, Lettonie), et de Katharina von Klebeck. Son grand-père paternel est Dietrich von Rosen, seigneur de Lubar (Rozes), Palzmar (Palsmaniset Gresten, marié à Margaretha Tolck, puis en secondes noces à Christine von Ungern. Dietrich est l’ancêtre fondateur de la branche Lubar-Gresten de la maison Gross-Roop aujourd’hui éteinte. Les terres ancestrales de cette branche se situent majoritairement dans le pays de Rauna dans le novads de Smiltene, région de Vidzeme ; elles dépendaient du temporel de l’archevêché de Riga tout comme la région des possessions des Rosen autour de Straupe avec les manoirs seigneuriaux de  Lielstraupes pils (château Gross-Roop) et Mazstraupes pils (château Klein-Roop) un peu plus à l’ouest de Rauna et le troisième fief des Rosen le château Hochrosen (Augstrozes dans la région de Valmiera, Lettonie).
Reinhold se marie le 18 octobre 1637 à Strasbourg avec Anna-Margareta von Eppe (1617-1665). L’une de leurs filles, Maria-Sophia, épouse son neveu de la branche Klein-Roop, Conrad de Rosen (1629-1715), le 3 février 1660, lequel a quitté ses fonctions militaires en Suède à la suite d'un duel où il a tué son opposant pour servir la France et devenir comte de la seigneurie de Bollwiller (Alsace) en remerciement des services rendus au royaume de France. Conrad devint maréchal de France, fut marquis de Bollwiller et comte de Dettwiller et Gramont. Reinhold et son gendre Conrad peuvent être considérés comme les fondateurs direct et indirect de la branche alsacienne de la maison von Rosen issue par conséquent de deux lignées livoniennes différentes. Par ailleurs, un cousin, également nommé Reinhold von Rosen, était au service de la Suède mais il s’installa en 1655 dans le duché de Prusse vassal de la république des Deux Nations; il devient de ce fait le créateur de la branche polonaise de la maison von Rosen.
Reinhold von Rosen appartient à la famille de Rosen (orthographiée aussi Rozen, Rose, Rozenu) bien implantée en Courlande et Livonie. La graphie de son patronyme diverge beaucoup en raison de la pluralité linguistique qui a régné dans ces régions pendant des siècles. Son nom comme celui de ses terres reflètent la diglossie locale avec la cohabitation des locuteurs germanophones (essentiellement le bas-allemand) et les populations lettones ou estoniennes. Les noms de leurs fiefs comportent généralement une forme allemande et une forme lettone :   
| Allemand   | Letton       |  |
| ---------- | ------------ |  |
| Gross-Roop | Lielstraupe  |  |
| Klein-Roop | Mazstraupe   |  |
| Lubar      | Rozes        |  |
| Gresten    | Lejzvejnieki |  |
| Ninigal    | Päri         |  |
| Ropermünde | Šķelēni      |  |
| Palzmar    | Palsmane     |  |
| Hochrosen  | Augstrozes   |  |

À partir du XIVe siècle, la famille Rosen devint vassale de l'archevêché de Riga où sont situés les terres susnommées. Elle demeura  à Roop ou Straupe jusqu'au XVIIe siècle où la région passa sous le contrôle des rois de Suède. Au milieu du XIXe siècle, la famille Rosen récupéra Straupe qu’elle géra comme une exploitation familiale jusqu'à la fin des années 1930 .
En 1350, les terres et la résidence fortifiée par Otto, l’arrière-arrière-grand-père de Reinhold, sont désignées dans les différents actes en bas-allemand par « husz tho Rosen », « maison de Rosen » ou « maison sise à Rozen » (Rozes).
Lubar (aujourd'hui Rozes) fut vendu en 1489 par les frères George et Bartholomäus von Grundeis (hérité de leur aïeul Peter Grundeis seigneur de  Lubar, Pfalzmar und Grundsal dont les ancêtres sont originaires de Poméranie  au XIVe siècle) à Heinrich von Buxhöwden;  ses héritiers Michael Lorenz et Johann Buxhöwden le cédèrent en 1536 au grand-père de Reinhold, Dietrich von Rosen, à l'exception du futur domaine de Wilkenpahlen.
Gresten, qui faisait autrefois partie du domaine de Zehrten, provient d'une concession différentes de parcelles de terrain accordée par l'archevêque Michel à Johann von Bedenfeld en 1505. L'une d'entre elles devint la possession de Johann Gresten qui lui donna son nom actuel. Acquise plus tard par Heinrich von Blomberg, cette propriété fut vendue le 12 mars 1540 à Dietrich von Rosen. Le roi Sigismond-Auguste accorda cependant Lubar à Jean Maczewitz le 10 mai 1569, et ce n'est que le 1er mai 1596 que le roi Sigismond III restitua ce domaine à Otto von Rosen, grand-oncle de Reinhold, et lui confirma en même temps Gresten et Ninigal.
En 1640, des trois fils d’Otto III von Rosen, Lubar appartenait à Otto IV von Rosen, Gresten à Hermann von Rosen et Ninigal à Reinhold von Rosen. En 1670, les deux neveux de Reinhold, fils d’Hermann, se partagent les fiefs : le maréchal Ernst-Johann, président du corps de la noblesse à la Diète, reçoit Lubar tandis que  le capitaine George von Rosen reçut Gresten et Zehrten.
Les membres de la maison von Rosen-Lubar restés en Livonie poursuivront leurs lignées respectives sous les différents souverains suédois, lituanien, polonais et russe.
Les chemins des von Rosen encore nés en Livonie se séparent après la guerre de Trente Ans :  Reinhold devient quant à lui un seigneur français ;  en 1651, il rachète à la ville libre de Strasbourg le bailliage du Herrenstein auquel appartiennent les communes de Dettwiller et Dossenheim-sur-Zinsel. A l’instar des autres régions et villes alsaciennes dépeuplées et ruinées après cette terrible guerre de religion du XVIIe siècle, Reinhold fait venir des immigrants suisses protestants d’obédience calviniste pour repeupler la commune de Dettwiller. En 1661, il fait construire une nouvelle demeure seigneuriale avec ses dépendances à l’extérieur du village. À la suite d'échanges successifs de terres agricoles, Reinhold étend ses propres possessions en fondant un hameau à proximité de Dettwiller qui porte son nom : « le hameau de Rosen » ou Rosenwiller. Le destin de cette branche von Rosen expatriée prend désormais racine en Alsace française.

## Carrière militaire
Reinhold de Rosen entre en 1621 à la cour de Gustave Adolphe de Suède. Il est le page d'Axel Oxenstierna. Apprécié par le roi, il est intégré dans la garde personnelle de celui-ci en tant que cornette, dans laquelle se trouvent déjà ses frères Woldemar et Johann. Au moment de la bataille de Lützen en 1632, il commande un régiment, avec lequel il passe sous les ordres de Bernard de Saxe-Weimar à la suite de la mort de Gustave-Adolphe. Lors de l’avancée de celui-ci à travers le Wurtemberg et le Palatinat, il s’illustre à Deux-Ponts, en défendant la ville contre les assauts du général Matthias Gallas du 27 juillet au 4 août 1635, date à laquelle Gallas doit se retirer en raison de l’arrivée de renforts. Dans les contrôles des troupes de l’Ancien Régime, le service historique de la Défense désigne Reinhold von Rosen par le terme Rosen weymarien qui aurait été admis à la solde de la France en 1635 dans la cavalerie légère.
Il est intéressant de noter ici qu’en 1635 l’origine livonienne ou suédoise de ce militaire n’est plus d’actualité; à travers l'appellation de « Rosen weymarien », c'est son appartenance à l’armée weimarienne qui le caractérise en priorité. Une tradition de militaire s’installe d'ailleurs dans la branche alsacienne des Rosen puisqu’un siècle plus tard, le  régiment de Lordat cavalerie  est renommé le 24 février 1738 en  « régiment du Chevalier de Rosen cavalerie » et le marquis de Rosen fut nommé  maître de camp de deux autres compagnies de cavalerie.
Au cours des années suivantes, il combat en Bourgogne et en Champagne, avant de revenir en Alsace en 1637, où il est blessé lors d’un combat contre les troupes de Jean de Werth. Lors de sa convalescence à Strasbourg, il se remarie le 31 octobre 1637 avec Anne-Marguerite von Epp,sa première épouse étant décédée. Juste après son mariage, alors qu’il se rend au château de Bollwiller pour son voyage de noces, il échappe de peu à une première embuscade tendue sur le trajet, à Ensisheim, par Sperreuter, colonel des Croates. Quelques jours plus tard, une autre troupe essaye d’attaquer le château, mais cette nouvelle tentative échoue également : Rosen ayant été prévenu, il tend à son tour une embuscade aux assaillants dans le bois de Bernwiller et les met en déroute.
À partir de 1638, Rosen combat dans la région de Laufenourg et Waldshut, puis joue un rôle décisif pendant la bataille de Rheinfelden, permettant la capture de Jean de Werth. Dans les mois suivants, il prend un grand nombre de places-fortes, puis se joint au siège de Breisach, avec pour mission de tenir à distance les renforts impériaux. C’est au cours des combats qui s’ensuivent qu’il est une nouvelle fois blessé le 9 août à Wittenweier. Il devient au début de 1639 le seul commandant de l’armée, Bernard de Saxe-Weimar étant trop malade pour pouvoir encore assumer son commandement. À la mort de celui-ci le 18 juillet 1639, il devient l’un des quatre directeurs de l’armée weimarienne. Ceux-ci, à l’issue d’une négociation avec Richelieu, cèdent le 29 septembre 1639 l’armée et toutes les conquêtes des années précédentes à la France, Rosen acquérant au passage le rang de lieutenant général, avec un salaire annuel de 12 000 livres. Louis XIII confirme également sa propriété sur les seigneuries de Bollwiller, Zillisheim et Soultz, puis, le 12 octobre 1641, le nomme major général de la cavalerie.
Le 24 novembre 1647, il participe à la bataille de Tuttlingen, dont il est le seul général du camp franco-weimarien à parvenir à échapper à la capture. Cela lui vaut d’être accusé d’avoir fui le champ de bataille par lâcheté et provoqué ainsi la défaite, mais ces attaques ne semblent pas avoir entamé outre mesure la confiance du roi à son encontre. En effet, après avoir échappé une nouvelle fois de justesse à la capture à Mannheim le 10 octobre 1644, il est nommé en avril 1645 maréchal de camp et reçoit le comté de Hohenberg. Toutefois, sa chance finit par tourner et il est fait prisonnier à la bataille de Mergentheim le 5 mai 1645. Il reste en captivité pendant deux ans, d’abord au château d’Ingolstadt, puis à celui de Schärding avant d’être libéré contre une rançon de trois mille thaler.
Dès son retour, Rosen doit accompagner Turenne pour aller combattre le frondeur Gaston d’Orléans en Flandre (Belgique). Toutefois, sur le trajet, considérant que cette mission va à l’encontre des accords de 1639 et reprochant également les retards dans le paiement de la solde et la confiscation des postes d’importance par les Français, les troupes weimarienne se mutinent. Rosen tente de ramener l’ordre, mais seule une partie des troupes lui obéit, le reste ravageant la région de Pforzheim avant de se rallier au général suédois Johann Christoph von Könnigsmark. Turenne, qui semble n’avoir guère apprécié Rosen, fait emprisonner celui-ci le 19 juillet 1647 au motif de trahison et le garde en détention malgré la demande du roi de le libérer. la situation reste bloquée ainsi jusqu’au mois de février 1649, lorsque Turenne passe dans le camp des frondeurs.
Libéré, Rosen est également promu au rang de sous-lieutenant général des armées du roi et reçoit confirmation de la propriété du château et de la seigneurie de Bollwiller. Il obtient par ailleurs le 19 février 1650 l’amnistie du roi pour tous les soldats ayant participé à la mutinerie, ce qui lui permet d’en faire revenir un grand nombre dans son armée. La bataille de Rethel lui offre l’occasion de se venger de Turenne : la charge de sa cavalerie offre la victoire aux loyalistes et permet en outre à Rosen de s’emparer des bagages de Turenne. Après avoir une nouvelle fois vaincu les Espagnols à Chimay, il retourne en Alsace pour défendre la province contre le duc de Lorraine.

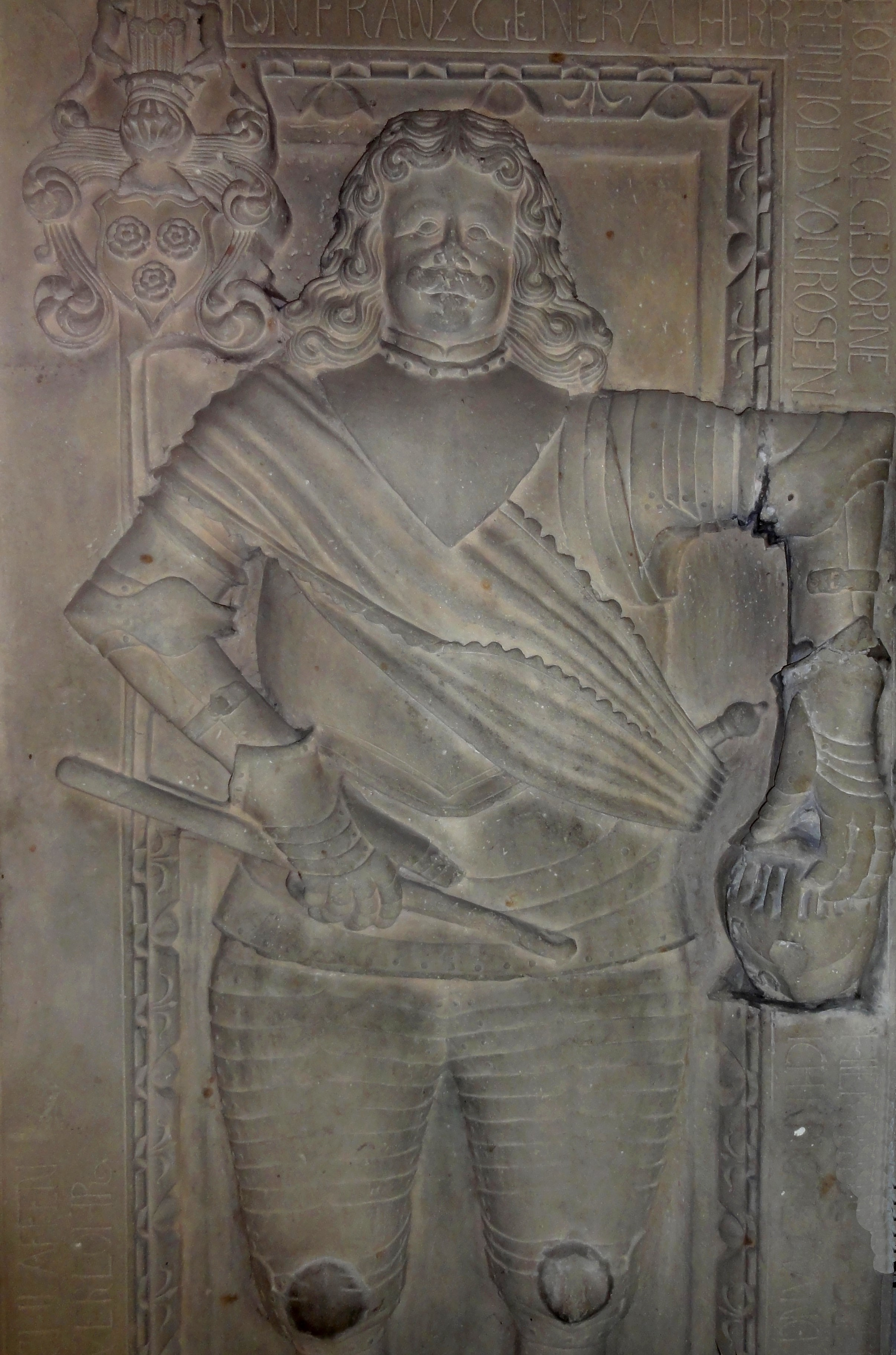
Dalle funéraire de Reinhold de Rosen dans l’église de Dettwiller.

Après le retour en grâce de Turenne en 1652, Rosen, ne souhaitant pas avoir de rapport avec lui, démissionne de ses fonctions militaires et se retire d’abord dans son château de Bollwiller, puis dans celui de Herrenstein, puis à Dettwiller même, où il se fait construire un nouveau château. C’est là qu’il meurt le 8 décembre 1667 des suites de la gangrène provoquée par une opération de la blessure qu’il avait reçue en 1638. Il est inhumé dans le chœur de l’église Saint-Jacques le Majeur de Dettwiller.